# 圣安热卢
圣安热卢（葡萄牙語：Santo Ângelo）是巴西南大河州的一个市镇。总面积680.5平方公里，总人口80117人，人口密度117.7人/平方公里。